# Мадекве, Эшли
Э́шли Ифео́ма Маде́кве (англ. Ashley Ifeoma Madekwe; род. 6 декабря 1981, Лондон) — английская телевизионная актриса, наиболее известная по роли Эшли Дэвенпорт в американском драматическом сериале «Месть», выходившем на канале ABC, и Титубы в фэнтези-сериале «Салем». Номинантка на премию BAFTA и премию британского независимого кино.

## Биография
Мадекве родилась в Лондоне. Её отец имеет нигерийско-швейцарское происхождение, мать — англичанка. Она окончила школу искусств и также увлекалась танцами фламенко. В детстве она появлялась во многих сценических постановках, таких как «Король Генрих V» и «Грозовой перевал».

## Карьера
Начала свою карьеру, снимаясь во многочисленных шоу и эпизодах. Первая серьёзная роль Мадекве была в сериале «Drop Dead Gorgeous». В 2007 году Мадекве дебютировала на большом экране в фильме Вуди Аллена «Мечта Кассандры», а затем снялась в сериале «West 10 LDN» и появилась в шести эпизодах «Trexx and Flipside». В 2008 году она получила роль Бемби в сериале «Тайный дневник девушки по вызову». Также Мадекве снялась в недолго просуществовавшем американском сериале «Красивая жизнь».
С сентября 2011 года по май 2013 года, Мадекве снималась в телесериале «Месть», в котором играла роль Эшли Дэвенпорт, помощницы Виктории Грейсон (Мэделин Стоу). Она ушла из сериала после двух сезонов, появившись в премьере третьего сезона. Осенью 2013 года она получила роль колдуньи Титубы в сериале WGN America «Салем».

## Личная жизнь
17 июня 2012 года Мадекве вышла замуж за своего давнего друга Иддо Голдберга.

## Фильмография

### Телевидение
| Год       | Название на русском              | Название на английском         | Роль                  | Примечания |
| --------- | -------------------------------- | ------------------------------ | --------------------- | ---------- |
| 1999      | Чисто английское убийство        | The Bill                       | Джени Ньютон          | Эпизод     |
| 2000      | Надежда и слава                  | Hope and Glory                 | Дон                   | Эпизод 2.4 |
| 2000      |                                  | Down to Earth                  | Джули                 | Эпизод     |
| 2000      |                                  | Storm Damage                   | Aннализ               |            |
| 2001-2002 | Учителя                          | Teachers                       | Бев                   | 9 эпизодов |
| 2006      |                                  | Vital Signs                    | Тарт                  | Эпизод 1.5 |
| 2006      | Врачи                            | Doctors                        | Софи Уэллс            | Эпизод     |
| 2006      | Катастрофа                       | Casualty                       | Джейд Кларк           | Эпизод     |
| 2006      | Главный подозреваемый            | Prime Suspect 7: The Final Act | Taня                  |            |
| 2007      | Мечта Кассандры                  | Cassandra's Dream              | Люси                  |            |
| 2007      |                                  | Drop Dead Gorgeous             | Броган Талли          | 3 эпизода  |
| 2008      |                                  | Trial & Retribution            | Maрия                 | Эпизод     |
| 2008      |                                  | Trexx and Flipside             | Oлли                  | 6 эпизодов |
| 2008      | Валландер                        | Wallander                      | Долорес Maрия Сантана | Эпизод 1.1 |
| 2008      |                                  | West 10 LDN                    | Элайша                |            |
| 2008-2010 | Тайный дневник девушки по вызову | Secret Diary of a Call Girl    | Бэмби                 | 2 сезона   |
| 2009      | Далее                            | Coming Up                      | Шанна                 | Эпизод 7.5 |
| 2009      | Красивая жизнь                   | The Beautiful Life: TBL        | Марисса               | 4 эпизода  |
| 2010      |                                  | Above Their Station            | Kелли Ив              |            |
| 2011      | Бедлам                           | Bedlam                         | Молли Лукас           | 6 эпизодов |
| 2011—2015 | Месть                            | Revenge                        | Эшли Дэвенпорт        | 44 эпизода |
| 2014-2017 | Салем                            | Salem                          | Титуба                |            |
| 2019      | Академия Амбрелла                | The Umbrella Academy           | Детектив Эйдора Пэтч  |            |
| 2019-2020 | Расскажи мне сказку              | Tell Me a Story                | Симон Гарленд         |            |
| 2021-     | Расскажи мне свои секреты        | Tell Me Your Secrets           | Лиза Гиллори          |            |

### Фильмы
| Год  | Название на русском                                  | Название на английском                | Роль    | Примечания |
| ---- | ---------------------------------------------------- | ------------------------------------- | ------- | --- |
| 2006 | Венера                                               | Venus                                 | актриса | |
| 2007 | Мечта Кассандры                                      | Cassandra’s Dream                     | Люси    | |
| 2008 | Как потерять друзей и заставить всех тебя ненавидеть | How to Lose Friends & Alienate People | Вики    | |
| 2011 | Жертва                                               | Victim                                | Tиа     | |
| 2019 | Границы округа                                       | County Lines                          | Тони    | Номинация на премию BAFTA за лучшую женскую роль второго плана Номинация на премию британского независимого кино |